# Konstitutionelle Bisexualität
Konstitutionelle Bisexualität war um 1900 ein verbreiteter Begriff. Er bezeichnete, dass bei jedem Menschen zunächst sowohl „weibliche“ als auch „männliche“ Geschlechtsmerkmale vorhanden seien, sich aber nur eine der beiden Anlagen vollständig entwickeln würde, die andere aber nicht vollends verlorengehen würde. Einige Vertreter gingen soweit auszuführen, dass alle Menschen auch im Erwachsenenalter sowohl über „weibliche“ als auch „männliche“ Geschlechtsmerkmale verfügten. An diese Auffassungen schließt auch die so genannte Zwischenstufentheorie an.

## Geschichte
Bis in die Antike lässt sich eine Tradition zurückverfolgen, in der die Mischung der Geschlechter thematisiert wird. Platon lässt in seinem Dialog Symposion einen Mythos erzählen, dem zufolge es einst Kugelmenschen gab, von denen manche, die Androgynoi, eine weibliche und eine männliche Hälfte aufwiesen. Die Götter entschlossen sich, die Kugelmenschen in zwei Teile zu teilen. Dadurch entstanden die heutigen Menschen, von denen jeder nun auf der Suche nach seiner verlorenen anderen Hälfte ist.
Auch in anderen Gesellschaften wurden solche Vorstellungen ausgearbeitet, in denen „weiblich“ und „männlich“ stets vereinigt vorkommen – so beispielsweise in chinesischen Beschreibungen des Yin und Yang. Diese alten Traditionen lebten fort, häufig verbunden mit Begriffen wie Androgynie und Hermaphroditismus.
Um 1800 kamen auch in der sich herausbildenden Biologie Vorstellungen auf, dass die geschlechtliche Anlage im Embryo zunächst das Potenzial habe, sich „weiblich“ und „männlich“ zu entwickeln. Erst in der Entwicklung würde sich bei den meisten Menschen eines der Geschlechter deutlich ausbilden; in anderen Fällen – bei Menschen die gleichgeschlechtlich begehrten (heute mit Homosexualität gefasst, allerdings verband man mit gleichgeschlechtlichem Begehren und Sex bis zur Mitte des 19. Jahrhunderts kein identitäres Konzept, sondern lediglich einen Akt) und Hermaphroditismus – würden Mischungen der Geschlechtscharaktere vorhanden bleiben. Einige Autoren sahen diese Mischungen bei allen Menschen, nur in unterschiedlichem Grade, ausgeprägt.
Um 1900 wurde dominant an solche Auffassungen angeschlossen. Es entspannen sich zwischen verschiedenen Wissenschaftlern sogar Prioritätsstreitigkeiten, also Streitigkeiten darum, wer diese Theorie zuerst beschrieben hätte. Diese Streitigkeiten fanden statt zwischen: Wilhelm Fließ, Otto Weininger, Hermann Swoboda und Sigmund Freud. Unter anderem Magnus Hirschfeld verwies allerdings darauf, dass es sich hierbei keineswegs um eine neue „Entdeckung“ handele, sondern dass solche Auffassungen Tradition hätten.

## Vertreter und Beispiele
Karl Heinrich Ulrichs: Er arbeitete in den 1860er Jahren sehr deutlich heraus, dass jeder erwachsene Mensch eine geschlechtliche Mischung darstellen würde. Bei gleichgeschlechtlich begehrenden Menschen und Hermaphroditen käme lediglich ein ausgewogeneres Verhältnis von weiblichen und männlichen Anteilen zustande, wogegen bei anderen Menschen eines der Geschlechter mehr dominiere. Er schrieb unter anderem: „Der geschlechtliche Dualismus, welcher ausnahmslos in jedem menschlichen Individuum im Keim vorhanden ist, kommt in Zwittern und Uraniern nur in höherem Grade zum Ausdruck als im gewöhnlichen Mann und im gewöhnlichen Weib. Im Uranier kommt er ferner nur in einer anderen Weise zum Ausdruck als im Zwitter.“
Magnus Hirschfeld: „Es kann nicht oft genug wiederholt werden, daß schon zufolge der Erbgesetze diese Grundtypen im Grunde nur Fiktionen sind und daß, wenn ein Satz zu Recht besteht, es dieser ist, daß der Mensch nicht Mann oder Weib sondern Mann und Weib ist.“ (Jahrbuch für sexuelle Zwischenstufen, 1923) „Geschlechtsunterschiede sind Gradunterschiede. Es handelt sich immer nur um ein mehr oder minder, um ein kleiner oder größer, stärker oder schwächer, immer nur um ein relativ, nicht absolut Verschiedenes, nie um etwas, was nur dem einen, nicht aber auch dem anderen Geschlecht zukäme. […] Wer beiden Geschlechtern entstammt, Enthält beide Geschlechter vereint“ Vergleiche zu Hirschfeld auch Herzer (1998) und Bauer (2002).

## Bezug zu Entwicklungsbiologie und Aktualität
Die benannten Vertreter schlossen auch an Beschreibungen der Biologie, Medizin, der sich herausbildenden Entwicklungsbiologie an. Hier wurde von zahlreichen Wissenschaftlern des 19. Jahrhunderts dargestellt, dass bei jedem Mensch sowohl das Potenzial für weibliche als auch für männliche Entwicklung vorhanden sei. Es wurden verschiedene Modelle vorgeschlagen, in denen von einer „bipotenten“, „indifferenten“ oder „hermaphroditischen“ geschlechtlichen Anlage gesprochen wurde. Nur wenige Vertreter wie Theodor von Bischoff gingen davon aus, dass sich bereits die Anlage binär-geschlechtlich unterscheiden müsse, dass also jeder Embryo bereits „weiblich“ oder „männlich“ wäre.
Plastisch wird diese Auffassung unter anderem bei Ignaz Döllinger deutlich: „9) […] So wie der Embryo nur Mensch, nicht Weib und nicht Mann seyn kann, so haben auch seine keimenden Genitalien keinen Geschlechtscharakter. Im Hermaphroditen ist diese Indifferenz fixiert. 10) Die menschlichen Geschlechtstheile sind nicht absolut männlich, sondern männlichweiblich, und nicht absolut weiblich, sondern weiblichmännlich, daher die Harmonie ihres Baues, und die Möglichkeit einer Uebergangsbildung. 11) Die Geschlechtsteile des Mannes sind die Prostata und die Hoden, die des Weibes die Gebärmutter und die Eierstöcke. […] Das die Prostata dem Uterus, der Hode dem Eierstock parallel sind, ist für sich klar; […].“
Auch aus dem folgenden Zitat von Heinrich Wilhelm Waldeyer sind diese explizit biologischen Auffassungen gut nachvollziehbar: „Aber ein anderer, auch für die Teratologie nicht unwichtiger Punkt folgt aus dem Beobachteten mit Gewissheit, nämlich der, dass die Uranlage der einzelnen Individuen auch bei den höchsten Vertebraten eine hermaphroditische ist. Man hat bis jetzt vielfach das eigenthümliche Verhalten der Geschlechtsorgane bei der ersten Entwicklung so zu deuten gesucht, dass ein neutraler gemeinsamer, gewissermaassen indifferenter Urzustand vorhanden sei, aus welchem heraus entweder nach der einen oder der anderen Seite hin die Entwicklung vorschreite, so dass bald ein männliches, bald ein weibliches Individuum entstehe. Aber man hat sich da zu viel auf das Verhalten mehr nebensächlicher Dinge gestützt, zum Beispiel auf das der äusseren Geschlechtsorgane. Hier gibt es in der That einen indifferenten, gewissermaassen neutralen Urzustand, der sich dann entweder nach der männlichen oder der weiblichen Seite hin weiter ausprägt. Das kann aber nicht befremden, da wir ja in den äusseren Genitalien sowohl beim Manne als beim Weibe in der That anatomisch dieselben Gebilde vor uns haben, die nur nach verschiedenen Richtungen hin sich bei den verschiedenen Individuen ausbilden. […] Geht man aber auf die Entwicklung derjenigen Gebilde ein, welche das Wesen der beiden Geschlechter ausmachen, der beiden Keimdrüsen, so ist eine indifferente, gleichsam neutrale Uranlage schwer denkbar. […]; mit anderen Worten, jedes Individuum ist auf einer gewissen Stufe seiner Entwicklung wahrer Hermaphrodit.“
Auch heute wird in der Entwicklungsbiologie weiter davon ausgegangen, dass in frühen Stadien der Embryonalentwicklung das Potenzial vorhanden ist, dass sich die Geschlechtsmerkmale des Menschen „weiblich“ und „männlich“ ausbilden können. Erst durch chromosomale, genetische, hormonelle und weitere Einflüsse (beispielsweise aus der Zelle, aus dem mütterlichen Organismus, chemischer Einwirkungen der Umgebung) würden sich die Geschlechtsmerkmale entwickeln, oft eindeutig „weiblich“ oder „männlich“, in anderen Fällen gemischt.